# イマドキッ日曜日
イマドキッ日曜日（いまどきっにちようび）は、毎日放送ラジオ（MBSラジオ）で放送されていたラジオ番組。
本項では2007年から2008年にかけて放送された『イマドキッC日曜日』（いまどきっこれくしょんにちようび）についても記載する。
金曜日と土曜日に放送されていた内容については『イマドキッ』を参照のこと。
なお放送開始・終了日などはあくまで暦日で表記しているため、注意のこと。

## 概要
毎日放送が主催するファッション・フェスタ『神戸コレクション』と連動した情報トーク番組である『イマドキッ』の日曜日。『神戸コレクション』に特別協力している雑誌『JJ』の専属モデルが出演している。
番組収録は、本編は東京都港区赤坂Bizタワー28階(2008年2月頃までは東京都千代田区、パレスサイドビルディング9階)のMBS東京支社スタジオで、ミニコーナー（JAMのコーナー）は、MBSサテライトスタジオ（大阪市浪速区、なんばパークス1階ParaPara）で公開収録でそれぞれ行われていた。
2007年春放送開始のラジオ番組『イマドキッC』の日曜日として放送開始。
2008年春の番組改編で『イマドキッ』と改名され『イマドキッ日曜日』となる。
2009年春の改編でこの日曜日のみが終了し、ミニコーナーのみ『もっとイマドキッ』に移動した。

## 放送時間
イマドキッC日曜日
- 2007年4月9日 - 2008年4月1日:月曜日0時05分 - 1時00分（日曜深夜）

イマドキッ日曜日
- 2008年4月7日 - 2009年4月6日:月曜日0時05分 - 1時00分

## 出演者

### 最終回時の出演者
- 山里亮太（南海キャンディーズ）
- なだぎ武（ザ・プラン9）
- 土岐田麗子（JJモデル）
- 西川史子
- 伊﨑央登（FLAME）

ミニコーナー
- JAM（奥田順子・春名亜美・村上実沙子）

### 歴代出演者
| 放送期間      | 放送期間      | 出演者                        | 出演者                 | 出演者     | 出演者   | 出演者           | ミニコーナー                          |
| ------------- | ------------- | ----------------------------- | ---------------------- | ---------- | -------- | ---------------- | ------------------------------------- |
| 2007年4月9日  | 2007年5月28日 | 山里亮太 (南海キャンディーズ) | なだぎ武 (ザ・プラン9) | 土岐田麗子 | 足立沙織 |                  | JAM (奥田順子・春名亜美 ・村上実沙子) |
| 2007年6月4日  | 2008年9月29日 | 山里亮太 (南海キャンディーズ) | なだぎ武 (ザ・プラン9) | 土岐田麗子 | 西川史子 |                  | JAM (奥田順子・春名亜美 ・村上実沙子) |
| 2008年10月6日 | 2009年4月6日  | 山里亮太 (南海キャンディーズ) | なだぎ武 (ザ・プラン9) | 土岐田麗子 | 西川史子 | 伊﨑央登 (FLAME) | JAM (奥田順子・春名亜美 ・村上実沙子) |

## 話題
- 土岐田麗子は、スキルアップのため2007年11月4日にアロマテラピー検定試験2級を受験し、番組では土岐田の奮起を促すため、不合格になった場合に土岐田に罰ゲームをしてもらうことになった。罰ゲームの内容は、土岐田が一番嫌がることとなり「山里亮太とのデート」に決定。このアロマテラピー検定試験には、土岐田の動揺をさそうための山里が放った刺客として、番組スタッフ2名も受験した。なお、このことを土岐田が知ったのは受験当日の会場でだった。合否通知は毎日放送ラジオに届くようにして、12月17日の放送でなだぎ武が3名の合格を発表。土岐田とデートできなくなった山里は、予定していたデートコースを一人で巡り、その模様を収録したCDを1名にプレゼントした。このプレゼントは、告知した半年後（2008年5月）に行われた。2008年5月にも同様の企画で、土岐田はアロマテラピー検定試験1級を受験し合格した。